# Eterpigny Communal Cemetery Extension
Eterpigny Communal Cemetery Extension is een begraafplaats gelegen in de Franse plaats Eterpigny (Somme). De militaire graven worden onderhouden door de Commonwealth War Graves Commission.
De begraafplaats telt 18 geïdentificeerde Gemenebest graven uit de Eerste Wereldoorlog.